# Vaso di fiori con sfondo campestre
Vaso di fiori con sfondo campestre è un dipinto di Leonardo Borgese. Eseguito verso il 1957, appartiene alle collezioni d'arte della Fondazione Cariplo.

## Descrizione
In questa composizione il pittore tralascia volutamente la cura formale e prospettica. La vivacità della tavolozza non maschera un senso di inquietudine generato dal tronco scuro dell'albero dietro al vaso e dalla foglia caduta sul tavolo, divenuta ormai anch'essa natura morta.